# Splendora
Splendora — рок-группа из США, наиболее известная по песне «You’re Standing on My Neck», написанной специально для транслировавшегося с 1997 по 2002 год мультсериала MTV «Дарья». Также две их песни «Turn the Sun Down» и «College Try (Gives Me Blisters)» были использованы в саундтреке к полнометражным фильмам по этому мультсериалу — «А скоро осень?» и «А скоро колледж?».
Группа состояла из Дженет Уайгал (англ. Janet Wygal, (вокал, гитара), Триши Уайгал (англ. Tricia Wygal, вокал, бас-гитара), Делиссы Сантос (англ. Delissa Santos, ударные), Синди Бролсма (англ. Cindy Brolsma, виолончель) и Дженнифер Ричардсон (англ. Jennifer Richardson, скрипка).
Их первый и единственный альбом был издан Koch Records 19 сентября 1995 года. Он назывался In the Grass, что в сочетании с названием группы является очевидной отсылкой к названию фильма 1961 года Splendor in the Grass (Великолепие в траве).

## Дискография
- In the Grass (1995)

## Синглы
- Bee Stung Lips (1995)
- You're Standing On My Neck (1997)